# Ocrisiona frenata
Ocrisiona frenata là một loài nhện trong họ Salticidae.
Loài này thuộc chi Ocrisiona. Ocrisiona frenata được Eugène Simon miêu tả năm 1901.